# The Real Thing (single)
The Real Thing is een nummer van de Amerikaanse producers Jellybean uit 1987, ingezongen door de Britse zanger Stephen Dante. Het is tweede single van Just Visiting This Planet, het tweede studioalbum van Jellybean.
Het tegen de house aan liggende sophistipopnummer flopte in Jellybeans thuisland de Verenigde Staten, waar het de 82e positie behaalde in de Billboard Hot 100. Succesvoller was het in Dante's thuisland het Verenigd Koninkrijk, waar het op een bescheiden 13e positie terechtkwam. In de Nederlandse Top 40 bereikte het nummer de 16e positie.